# Klaus Niethardt

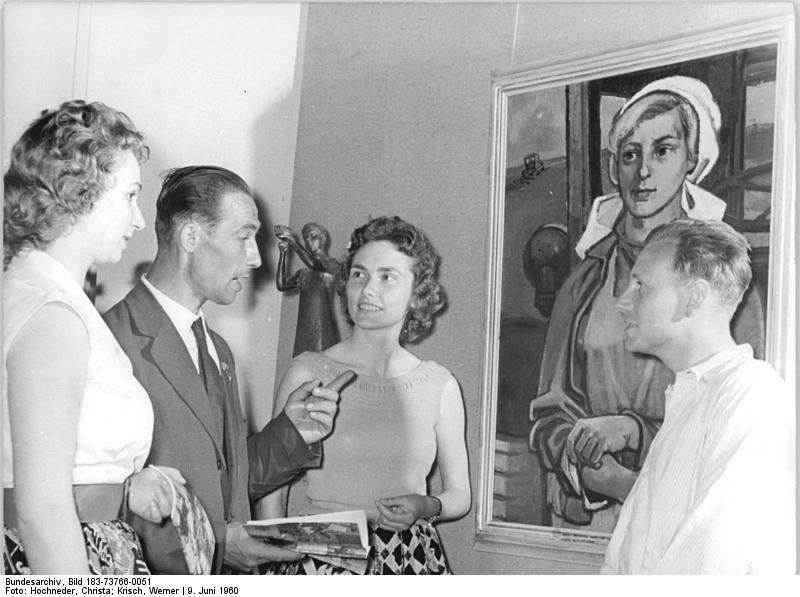
Klaus Niethardt (rechts) auf der Kunstausstellung der 2. Arbeiterfestspiele des FDGB, 1960

Klaus Niethardt (* 1928 in Friedrichroda; † Dezember 2005) war ein deutscher Zeichner und Maler.

## Leben
Der aus Friedrichroda in Thüringen stammende Klaus Niethardt lebte seit 1952 in der Messestadt Leipzig, wo er zunächst als Hilfsarbeiter in den Kirow-Werken tätig war. Als Mitglied des Zeichenzirkels der Kirow-Werke erhielt er in seiner Freizeit zahlreiche Anregungen für sein künstlerisches Wirken als Maler. So entwickelte er sich zum Dekorationsmaler.
Überregional ist Klaus Niethardt vor allem durch seine Malerei an der Berliner Mauer bekannt: mit dem Kunstwerk Justitia an der East Side Gallery in Berlin-Friedrichshain von 1998. Einige seiner Motive wurden auch auf Postkarten vertrieben.

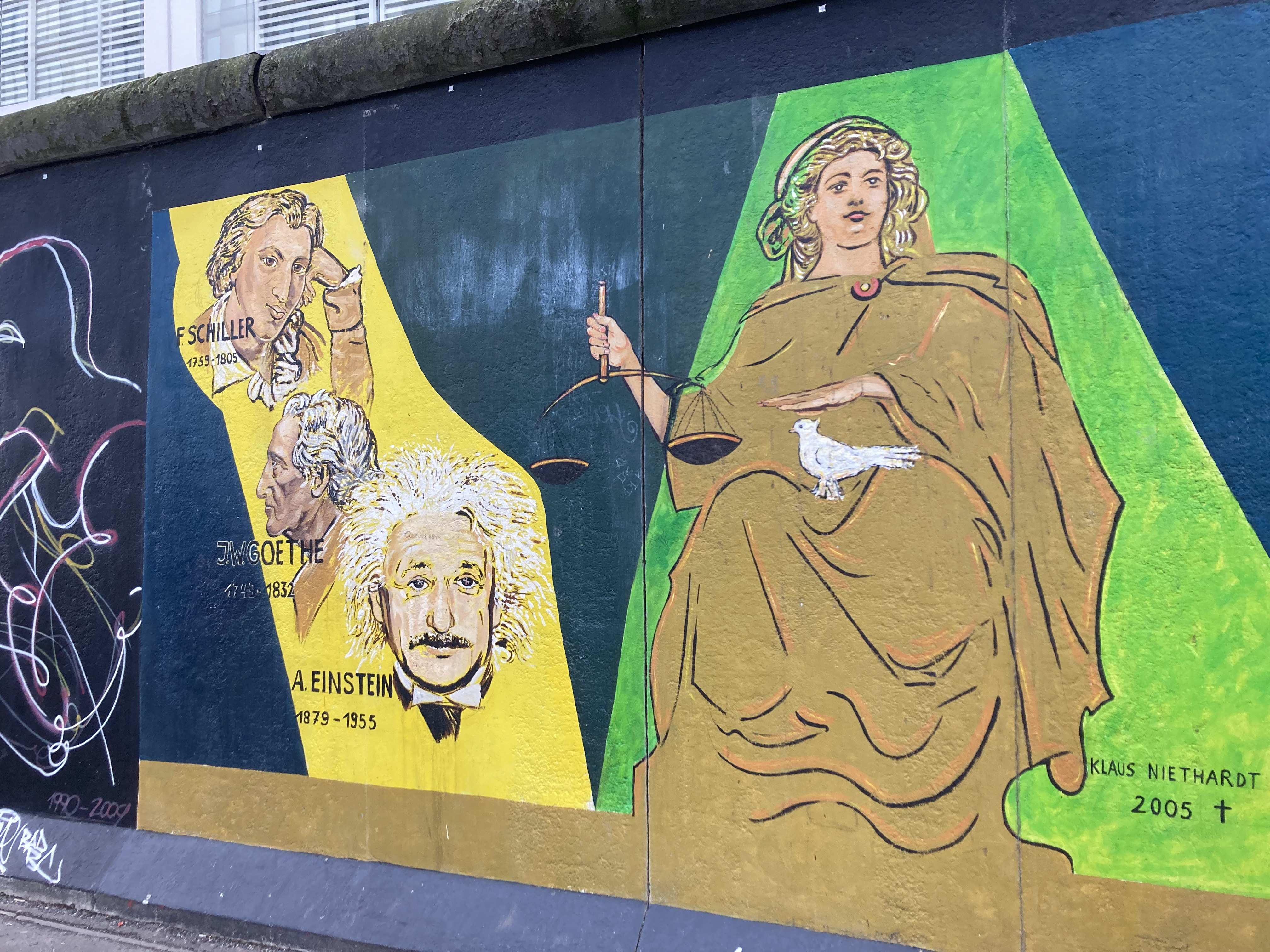
Justitia in der East Side Gallery Berlin